# Delegati dall'Indiana al Congresso degli Stati Uniti d'America

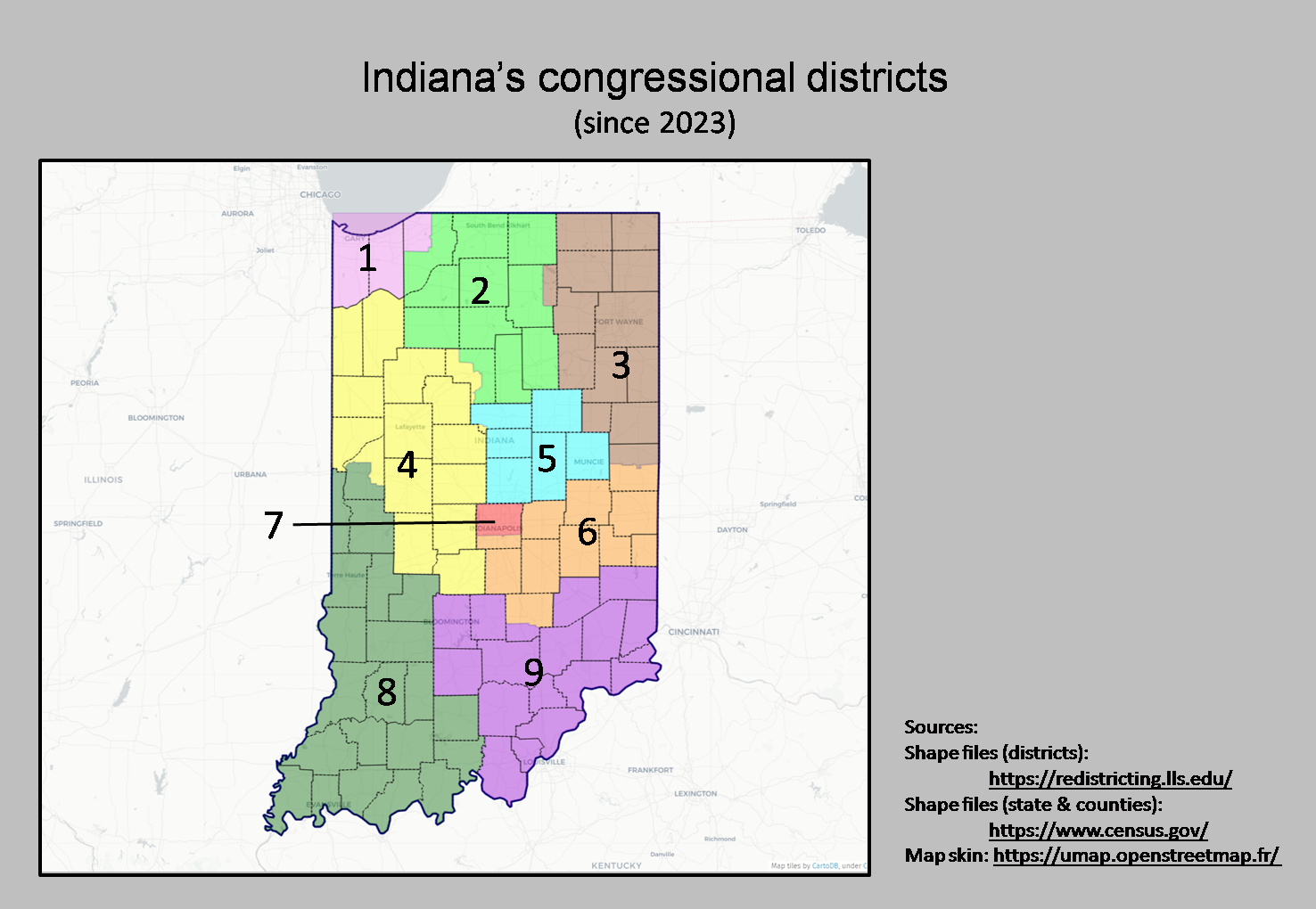
Distretti dell'Indiana dal 2023

Sin dall'ammissione all'Unione come stato, avvenuta nel 1816, l'Indiana è rappresentato al Congresso degli Stati Uniti da una delegazione al Senato e alla Camera dei rappresentanti. Ogni stato elegge due senatori con mandati di sei anni, a prescindere dalla popolazione dello stato; quelli dell'Indiana appartengono alle classi 1 e 3. Elegge inoltre ogni due anni un numero di rappresentanti alla Camera in numero proporzionale alla popolazione; attualmente lo stato è rappresentato alla Camera da 9 delegati, eletti con il sistema first-past-the-post in distretti uninominali. Nel corso della sua esistenza come stato, l'Indiana ha visto la rappresentanza alla Camera variare da un minimo di 3 ad un massimo di 13 deputati; l'attuale numero di 9 è in vigore dal 2003, per effetto del censimento del 2000, confermato anche nel 2010 e 2020.
Prima di divenire uno stato, il Territorio dell'Indiana eleggeva tre deputati senza diritto di voto in un collegio unico (at-large).

## Camera dei rappresentanti

### Delegati attuali
La delegazione dello stato dell'Indiana alla camera dei rappresentanti ha un totale di 9 membri, 7 repubblicani e 2 democratici.
| Distretto | Rappresentante   | Partito      | CPVI (2025) | Inizio mandato   | Mappa del distretto |
| --------- | ---------------- | ------------ | ----------- | ---------------- | ------------------- |
| 1°        | Frank J. Mrvan   | Democratico  | D+1         | 3 gennaio 2021   |                     |
| 2°        | Rudy Yakym       | Repubblicano | R+13        | 14 novembre 2022 |                     |
| 3°        | Rosa DeLauro     | Repubblicano | R+16        | 3 gennaio 2025   |                     |
| 4°        | Jim Baird        | Repubblicano | R+15        | 3 gennaio 2019   |                     |
| 5°        | Victoria Spartz  | Repubblicano | R+8         | 3 gennaio 2021   |                     |
| 6°        | Jefferson Shreve | Repubblicano | R+16        | 3 gennaio 2025   |                     |
| 7°        | André Carson     | Democratico  | D+21        | 11 marzo 2008    |                     |
| 8°        | Mark Messmer     | Repubblicano | R+18        | 3 gennaio 2025   |                     |
| 9°        | Erin Houchin     | Repubblicano | R+15        | 3 gennaio 2023   |                     |

## Senato degli Stati Uniti
| Senatore                    | Congresso | Senatore                 |
| Classe 1                    | Congresso | Classe 3                 |
| --------------------------- | --------- | ------------------------ |
| James Noble (D-R)           | 14        | Waller Taylor (D-R)      |
| James Noble (D-R)           | 15        | Waller Taylor (D-R)      |
| James Noble (D-R)           | 16        | Waller Taylor (D-R)      |
| James Noble (D-R)           | 17        | Waller Taylor (D-R)      |
| James Noble (D-R)           | 18        | Waller Taylor (D-R)      |
| James Noble (RN)            | 19        | William Hendricks (RN)   |
| James Noble (RN)            | 20        | William Hendricks (RN)   |
| James Noble (RN)            | 21        | William Hendricks (RN)   |
| Robert Hanna (RN)           | 22        | William Hendricks (RN)   |
| John Tipton (J)             | 23        | William Hendricks (RN)   |
| John Tipton (J)             | 24        | William Hendricks (RN)   |
| John Tipton (D)             | 25        | Oliver H. Smith (W)      |
| Albert Smith White (W)      | 26        | Oliver H. Smith (W)      |
| Albert Smith White (W)      | 27        | Oliver H. Smith (W)      |
| Albert Smith White (W)      | 28        | Edward A. Hannegan (D)   |
| Jesse D. Bright (D)         | 29        | Edward A. Hannegan (D)   |
| Jesse D. Bright (D)         | 30        | Edward A. Hannegan (D)   |
| Jesse D. Bright (D)         | 31        | James Whitcomb (D)       |
| Jesse D. Bright (D)         | 32        | Charles W. Cathcart (D)  |
| Jesse D. Bright (D)         | 33        | John Pettit (D)          |
| Jesse D. Bright (D)         | 34        | Graham N. Fitch (D)      |
| Jesse D. Bright (D)         | 35        | Graham N. Fitch (D)      |
| Jesse D. Bright (D)         | 36        | Graham N. Fitch (D)      |
| Joseph A. Wright (U)        | 37        | Henry S. Lane (R)        |
| David Turpie (D)            | 37        | Henry S. Lane (R)        |
| Thomas A. Hendricks (D)     | 38        | Henry S. Lane (R)        |
| Thomas A. Hendricks (D)     | 39        | Henry S. Lane (R)        |
| Thomas A. Hendricks (D)     | 40        | Oliver P. Morton (R)     |
| Daniel D. Pratt (R)         | 41        | Oliver P. Morton (R)     |
| Daniel D. Pratt (R)         | 42        | Oliver P. Morton (R)     |
| Daniel D. Pratt (R)         | 43        | Oliver P. Morton (R)     |
| Joseph E. McDonald (D)      | 44        | Oliver P. Morton (R)     |
| Joseph E. McDonald (D)      | 45        | Daniel W. Voorhees (D)   |
| Joseph E. McDonald (D)      | 46        | Daniel W. Voorhees (D)   |
| Benjamin Harrison (R)       | 47        | Daniel W. Voorhees (D)   |
| Benjamin Harrison (R)       | 48        | Daniel W. Voorhees (D)   |
| Benjamin Harrison (R)       | 49        | Daniel W. Voorhees (D)   |
| David Turpie (D)            | 50        | Daniel W. Voorhees (D)   |
| David Turpie (D)            | 51        | Daniel W. Voorhees (D)   |
| David Turpie (D)            | 52        | Daniel W. Voorhees (D)   |
| David Turpie (D)            | 53        | Daniel W. Voorhees (D)   |
| David Turpie (D)            | 54        | Daniel W. Voorhees (D)   |
| David Turpie (D)            | 55        | Charles W. Fairbanks (R) |
| Albert J. Beveridge (R)     | 56        | Charles W. Fairbanks (R) |
| Albert J. Beveridge (R)     | 57        | Charles W. Fairbanks (R) |
| Albert J. Beveridge (R)     | 58        | Charles W. Fairbanks (R) |
| Albert J. Beveridge (R)     | 59        | James A. Hemenway (R)    |
| Albert J. Beveridge (R)     | 60        | James A. Hemenway (R)    |
| Albert J. Beveridge (R)     | 61        | Benjamin F. Shively (D)  |
| John W. Kern (D)            | 62        | Benjamin F. Shively (D)  |
| John W. Kern (D)            | 63        | Benjamin F. Shively (D)  |
| John W. Kern (D)            | 64        | Thomas Taggart (D)       |
| Harry S. New (R)            | 65        | James E. Watson (R)      |
| Harry S. New (R)            | 66        | James E. Watson (R)      |
| Harry S. New (R)            | 67        | James E. Watson (R)      |
| Samuel M. Ralston (D)       | 68        | James E. Watson (R)      |
| Arthur Raymond Robinson (R) | 69        | James E. Watson (R)      |
| Arthur Raymond Robinson (R) | 70        | James E. Watson (R)      |
| Arthur Raymond Robinson (R) | 71        | James E. Watson (R)      |
| Arthur Raymond Robinson (R) | 72        | James E. Watson (R)      |
| Arthur Raymond Robinson (R) | 73        | Frederick Van Nuys (D)   |
| Sherman Minton (D)          | 74        | Frederick Van Nuys (D)   |
| Sherman Minton (D)          | 75        | Frederick Van Nuys (D)   |
| Sherman Minton (D)          | 76        | Frederick Van Nuys (D)   |
| Raymond E. Willis (R)       | 77        | Frederick Van Nuys (D)   |
| Raymond E. Willis (R)       | 78        | Samuel D. Jackson (D)    |
| Raymond E. Willis (R)       | 78        | William E. Jenner (R)    |
| Raymond E. Willis (R)       | 79        | Homer E. Capehart (R)    |
| William E. Jenner (R)       | 80        | Homer E. Capehart (R)    |
| William E. Jenner (R)       | 81        | Homer E. Capehart (R)    |
| William E. Jenner (R)       | 82        | Homer E. Capehart (R)    |
| William E. Jenner (R)       | 83        | Homer E. Capehart (R)    |
| William E. Jenner (R)       | 84        | Homer E. Capehart (R)    |
| William E. Jenner (R)       | 85        | Homer E. Capehart (R)    |
| Vance Hartke (D)            | 86        | Homer E. Capehart (R)    |
| Vance Hartke (D)            | 87        | Homer E. Capehart (R)    |
| Vance Hartke (D)            | 88        | Birch Bayh (D)           |
| Vance Hartke (D)            | 89        | Birch Bayh (D)           |
| Vance Hartke (D)            | 90        | Birch Bayh (D)           |
| Vance Hartke (D)            | 91        | Birch Bayh (D)           |
| Vance Hartke (D)            | 92        | Birch Bayh (D)           |
| Vance Hartke (D)            | 93        | Birch Bayh (D)           |
| Vance Hartke (D)            | 94        | Birch Bayh (D)           |
| Richard Lugar (R)           | 95        | Birch Bayh (D)           |
| Richard Lugar (R)           | 96        | Birch Bayh (D)           |
| Richard Lugar (R)           | 97        | Dan Quayle (R)           |
| Richard Lugar (R)           | 98        | Dan Quayle (R)           |
| Richard Lugar (R)           | 99        | Dan Quayle (R)           |
| Richard Lugar (R)           | 100       | Dan Quayle (R)           |
| Richard Lugar (R)           | 101       | Dan Coats (R)            |
| Richard Lugar (R)           | 102       | Dan Coats (R)            |
| Richard Lugar (R)           | 103       | Dan Coats (R)            |
| Richard Lugar (R)           | 104       | Dan Coats (R)            |
| Richard Lugar (R)           | 105       | Dan Coats (R)            |
| Richard Lugar (R)           | 106       | Evan Bayh (D)            |
| Richard Lugar (R)           | 107       | Evan Bayh (D)            |
| Richard Lugar (R)           | 108       | Evan Bayh (D)            |
| Richard Lugar (R)           | 109       | Evan Bayh (D)            |
| Richard Lugar (R)           | 110       | Evan Bayh (D)            |
| Richard Lugar (R)           | 111       | Evan Bayh (D)            |
| Richard Lugar (R)           | 112       | Dan Coats (R)            |
| Joe Donnelly (D)            | 113       | Dan Coats (R)            |
| Joe Donnelly (D)            | 114       | Dan Coats (R)            |
| Joe Donnelly (D)            | 115       | Todd Young (R)           |
| Mike Braun (R)              | 116       | Todd Young (R)           |
| Mike Braun (R)              | 117       | Todd Young (R)           |
| Mike Braun (R)              | 118       | Todd Young (R)           |
| Jim Banks (R)               | 119       | Todd Young (R)           |